# Nakdong-myeon
Nakdong-myeon (koreanska: 낙동면) är en socken i den centrala delen av Sydkorea, 170 km sydost om huvudstaden Seoul. Den ligger i kommunen Sangju i provinsen Norra Gyeongsang.